# Rạch Dơi – Sông Kinh
Rạch Dơi – Sông Kinh, hay còn gọi là sông Đồng Điền, là một con sông đổ ra sông Soài Rạp, có chiều dài 9 km. Con sông này chảy qua Thành phố Hồ Chí Minh và tỉnh Long An.
Các cây cầu bắc qua sông: cầu Rạch Dơi, cầu Hiệp Phước, cầu Đồng Điền.